# Subancistrocerus imbecillus
Subancistrocerus imbecillus är en stekelart som beskrevs av Henri Saussure 1852. Subancistrocerus imbecillus ingår i släktet Subancistrocerus och familjen Eumenidae. Inga underarter finns listade i Catalogue of Life.